# Der geheimnisvolle Ehemann
Der geheimnisvolle Ehemann ist eine US-amerikanische Filmkomödie aus dem Jahr 1950 von Walter Lang. Die Hauptrollen spielten James Stewart und Barbara Hale. Der Film wurde von 20th Century Fox produziert und basiert auf dem Artikel The Jackpot von John McNulty, der am 19. Februar 1949 im Magazin The New Yorker erschien.

## Handlung
Die Familie Lawrence, das Ehepaar William und Amy sowie deren Kinder Phyllis und Tommy, leben in Glenville. William arbeitet in einem Kaufhaus und ist von der täglichen Routine gelangweilt. Eines Tages werden William und sein Kollege Fred Burns ins Büro ihres Vorgesetzten, Mr. Woodruff, gerufen. Woodruff will das Geschäft ankurbeln und benötigt dazu Ideen. Zudem wird er im nächsten Monat nach Europa reisen und in der Zeit braucht er einen Ersatzmann für seinen Posten.
Zu Hause erhält William einen Anruf. Er wurde als Teilnehmer einer Radio-Quizshow ausgewählt, bei der es um Preise im Wert von 24.000 Dollar geht. Dabei muss er einen geheimnisvollen Ehemann identifizieren. William hält den Anruf für einen Scherz seiner Freunde, mit denen er am Abend Canasta spielen will. Dennoch ruft er seinen Freund, den Reporter Harry Summers, an, der ihm als mögliche Namen den Bandleader Harry James und den Autor Charles McArthur nennt.
Während des Kartenspiels hören die Spieler der Quizshow zu und versuchen den Namen zu erraten. Seit zehn Wochen ist die verstellte Stimme des Ehemanns über Radio zu hören gewesen. Kurz vor Schluss der Quizshow läutet Williams Telefon. William soll zuerst ein Rätsel lösen, bei dem ihm sein Sohn Tommy hilft. Danach gibt William den Namen Harry James als Lösung an und gewinnt tatsächlich.
Schon bald werden die Preise geliefert, u. a. eine Waschmaschine und ein Piano, während der Innenarchitekt Mr. Leslie das Haus umgestaltet. Harry Summers will einen Artikel veröffentlichen, gleichzeitig kommt die Künstlerin Hilda Jones per Taxi an, um ein Porträt von William zu malen.
William wird klar, dass er für all die Preise Steuern zahlen muss. Ein Steuerberater erklärt ihm, dass er 7.000 Dollar zu zahlen habe. Da William nur 7.500 Dollar jährlich verdient, entschließen sich William und Amy einen Teil der Preise zu verkaufen. Er verkauft einige Sachen an Kaufhauskunden, dies wird ihm von Mr. Woodruff jedoch verboten. Zur gleichen Zeit kommen Spekulationen über William und Hilda auf, die statt ihm Amy porträtiert. Um es ihren vermeintlich untreuen Ehemann heimzuzahlen, geht Amy mit Mr. Leslie aus. 
William muss beruflich nach Chicago reisen. Harry informiert ihn, dass ein gewisser Flick Morgan Ringe und Uhren von ihm kaufen will. William sucht Flick auf, der sich als illegaler Buchmacher entpuppt. Während er einen der Ringe inspiziert, wird durch die Polizei eine Razzia durchgeführt. Morgan flüchtet mit dem Ring, während bei William noch mehr Schmuck gefunden wird, was zu seiner Festnahme führt. Der Käufer einer Uhr beschwert sich bei Woodruff, dass diese defekt sei. Als die Polizei bei ihm wegen Williams Anstellung nachfragt, leugnet er, William zu kennen. 
Nach einer Nacht im Gefängnis kommt William mit der Hilfe Harrys frei. Auf dem Weg nach Glenville machen sie Rast, bei der William sich betrinkt. Harry ruft unterdessen einen Freund an, um eine Überraschungsparty zum Hochzeitstag von William und Amy zu organisieren. William und Amy geraten in Streit. Als die Partygäste ankommen, verlässt William mit einem Koffer das Haus.
Am nächsten Tag liefert Hilda das Porträt zum Haus der Lawrence. Amy ist überrascht, dass es sie zeigt und nicht William. Hilda macht Amy klar, dass nichts zwischen ihr und William passiert sei. Als der Anwalt Pritchett auftaucht und ihnen sagt, dass Bill auf dem Weg sei, befürchtet Amy, dass er die Scheidung einreichen will. Doch Pritchett ist im Auftrag Morgans da. Morgan hat den Ring verloren, ist aber dankbar, dass er durch Williams Anwesenheit nicht verhaftet wurde. Nun will er William aus Dankbarkeit den Ring ersetzen und ihm 5.000 Dollar zahlen. William kann nun seine Steuerschulden bezahlen und kehrt zu Amy zurück. Woodruff erscheint und gibt seine Aussage gegenüber der Polizei als Scherz aus. Zwar wird er von William k. o. geschlagen, dennoch macht er ihn zum Vizepräsidenten des Kaufhauses.

## Produktion
Gedreht wurde vom 19. Juni bis zum 28. Juli 1950 in den Fox-Studios in Century City.

## Stab und Besetzung
Lyle R. Wheeler und Joseph C. Wright waren die Art Directors, Thomas Little und Stuart A. Reiss die Szenenbildner. Edward Stevenson entwarf die Kostüme. George Leverett und Roger Heman sr. waren für den Ton verantwortlich, Fred Sersen für die Spezialeffekte. Earle Hagen war der musikalische Direktor.
In kleinen nicht im Abspann erwähnten Nebenrollen traten Dorothy Adams, Walter Baldwin, John Bleifer, Heinie Conklin, Ann Doran, Fritz Feld, Bess Flowers, John Qualen und Minerva Urecal auf.
Flick Morgan wurde von Philip Van Zandt, Anwalt Pritchett von Andrew Tombes gespielt. Auch sie wurden im Abspann nicht genannt.

## Synchronisation
Für die Kinoauswertung entstand eine Synchronisation, in der James Stewart von Viktor de Kowa gesprochen wurde.
1978 wurde der Film von der Beta-Technik Gesellschaft für Filmbearbeitung mbH neu synchronisiert.
| Rolle                   | Schauspieler     | Deutscher Synchronsprecher |
| ----------------------- | ---------------- | -------------------------- |
| William Lawrence        | James Stewart    | Eckart Dux                 |
| Amy Lawrence            | Barbara Hale     | Viktoria Brams             |
| Harry Summer            | James Gleason    | Horst Sommer               |
| Mr. Woodruff            | Fred Clark       | Gert Günther Hoffmann      |
| Mr. Leslie              | Alan Mowbray     | Siegmar Schneider          |
| Hilda Jones             | Patricia Medina  | Emely Reuer                |
| Phyllis Lawrence        | Natalie Wood     | Irina Wanka                |
| Pete Spooner            | Robert Gist      | Ivar Combrinck             |
| Fred Burns              | Lyle Talbot      | Horst Naumann              |
| Uhrenverkäuferin        | Dorothy Adams    | Doris Jensen               |
| Uhrenkäufer             | Walter Baldwin   | Dieter Moebius             |
| Buchmacher              | John Bleifer     | Norbert Gastell            |
| Kunde im falschen Laden | Ken Christy      | Erich Ebert                |
| Al Stern                | Jerry Hausner    | Niels Clausnitzer          |
| Portier                 | Harry Hines      | Kurt Zips                  |
| Mabel Spooner           | Joan Miller      | Marina Köhler              |
| Polizist                | Tudor Owen       | Harry Kalenberg            |
| Mr. Ferguson            | John Qualen      | Leo Bardischewski          |
| Ernie                   | Syd Saylor       | Horst Sommer               |
| Cpt. Sullivan           | Bigelow Sayre    | Wolf Ackva                 |
| Pritchett               | Andrew Tombes    | Christian Marschall        |
| Flick Morgan            | Philip Van Zandt | Hannes Gromball            |

Der in der Originalfassung bei der Radio-Quizshow zu hörende Harry James wurde von Horst Sommer gesprochen.

## Veröffentlichung
Die Premiere des Films fand am 1. November 1950 in den USA statt. In der Bundesrepublik Deutschland kam er am 25. Dezember 1951 in die Kinos, in Österreich schon am 23. November 1951.
In Deutschland kam er auch unter den Titeln Abenteuer eines Pechvogels und Rette mich, wer kann in den Verleih.

## Kritiken
Das Lexikon des internationalen Films schrieb: „Flotte und geistreiche Familienkomödie mit vielen ausgefallenen Ideen und guten Darstellerleistungen, die ein harmonisches Familienleben als höchstes Glück feiert.“